# ريموس فلاد
ريموس فلاد (بالرومانية: Remus Vlad)‏ هو لاعب كرة قدم روماني في مركز الدفاع، ولد في 19 يناير 1946 في Teliucu Inferior ‏ في رومانيا. شارك مع منتخب رومانيا لكرة القدم. أما مع النوادي، فقد لعب مع FC Corvinul Hunedoara ‏.

## وصلات خارجية
- ريموس فلاد على موقع قاعدة بيانات كرة القدم.إي يو (الإنجليزية)
- ريموس فلاد على موقع ناشيونال فوتبول تيمز (الإنجليزية)
- ريموس فلاد على موقع عالم كرة القدم.نت (الإنجليزية)